# Helina pseudocalyptrata
Helina pseudocalyptrata är en tvåvingeart som beskrevs av Shinonaga 1998. Helina pseudocalyptrata ingår i släktet Helina och familjen husflugor.
Artens utbredningsområde är Papua Nya Guinea. Inga underarter finns listade i Catalogue of Life.